# Kadidiatou Diani
Kadidiatou Diani (Ivry-sur-Seine, 1 april 1995) is een Frans voetbalspeelster die als aanvaller actief is bij Olympique Lyonnais en de nationale ploeg van Frankrijk.

## Biografie
Diani werd in 1995 geboren in Ivry-sur-Seine en is van Malinese afkomst.

## Nationale carrière
Diani werd op tienjarige leeftijd opgemerkt door Serge Vaast, trainer bij ES Vitry. Ze kon haar moeder overtuigen om te voetballen, mits haar schoolrapporten goed waren, en werd zo het eerste meisje dat het ES Vitry-shirt droeg. Vervolgens trad ze in 2007 toe tot US Ivry.
Op haar vijftiende transfereerde ze naar Juvisy en een paar maanden na haar aankomst, op 16 januari 2011, maakte ze haar debuut in de Division 1 Féminine in een wedstrijd tegen Yzeure. Ze scoorde tien doelpunten tijdens het seizoen 2015-2016. 
In 2017 betaalde Paris Saint-Germain 150.000 euro, de grootste transfer in de geschiedenis van het vrouwenvoetbal, om haar te kopen. Ze tekende een contract voor drie jaar. Ze verlengde in mei 2020 haar contract bij PSG tot 2023 en kreeg daarvoor een recordsalaris voor de Parijse club. In september 2020 werd ze verkozen tot beste speelster van de maand in D1. Aan het einde van het seizoen 2020-2021 werd ze Frans kampioen met PSG, een eerste landstitel voor de club, en werd ze ook twee keer verkozen tot beste speelster van het seizoen bij de Trophées UNFP en de Trophées de D1 Arkema.
Op 2 augustus 2023 maakte Olympique Lyonnais officieel de komst van Diani bekend. Ze tekende een contract tot 2027.

## Internationale carrière
Diani heeft op verschillende jeugdniveaus voor Frankrijk gespeeld, onder meer tijdens het Wereldkampioenschap voetbal vrouwen onder 17 - 2012, waar ze vier doelpunten scoorde en haar ploeg hielp het kampioenschap te winnen. Ze speelde ook in het Wereldkampioenschap voetbal vrouwen onder 20 - 2014, scoorde in de groepsfase een doelpunt tegen Nieuw-Zeeland en hielp Frankrijk om op de derde plaats te eindigen.
Diani debuteerde bij de nationale ploeg op 22 november 2014 in de wedstrijd tegen Nieuw-Zeeland die met 2-1 gewonnen werd en waarbij ze haar eerste doelpunt scoorde.
Op 2 mei 2019 werd ze opgeroepen voor het Wereldkampioenschap voetbal vrouwen 2019 en in 2022 was ze een van de 23 geselecteerden voor het Europees kampioenschap voetbal vrouwen 2022 in Engeland.
Op 24 februari 2023, vijf maanden voor het Wereldkampioenschap voetbal vrouwen 2023 in Australië en Nieuw-Zeeland, kondigde Kadidiatou Diani samen met Wendie Renard en Marie-Antoinette Katoto haar terugtrekking aan uit het Franse team. Volgens Le Parisien was het doel van de drie spelers het vertrek van Corinne Deacon en haar staf en een evolutie van het bestuur rond het vrouwenvoetbal. Op 9 maart 2023 beëindigde het uitvoerend comité van de Franse voetbalbond het contract van Corinne Deacon. Op 31 maart 2023 keerde ze terug naar het Franse team nadat ze was opgeroepen door de nieuwe coach Hervé Renard.
Tijdens het Wereldkampioenschap voetbal vrouwen 2023 scoorde ze vier doelpunten, maar kon niet verhinderen dat Frankrijk uitgeschakeld werd in de kwartfinales door gastland Australië na strafschoppen.